# Julius og Ethel Rosenberg
Julius Rosenberg (født 12. maj 1918 i New York, død 19. juni 1953) og Ethel Greenglass Rosenberg (født 28. september 1915 i New York, død 19. juni 1953) var et jødisk amerikansk ægtepar, der d. 19. juni 1953 blev henrettet i den elektriske stol i Sing Sing fængslet i USA for spionage til fordel for Sovjetunionen. 
Julius Rosenberg var ingeniør og arbejdede på atomforskningscentret Los Alamos, hvor USA havde samlet nogle af verdens bedste fysikere. I 1950 meddelte den amerikanske senator McCarthy, at Sovjets atomprøvesprængning var bevis på, at der var kommunistiske spioner overalt i USA. Tidligt om morgenen den 17. juli 1950 bankede FBI på døren til Rosenbergs, hvor Julius blev arresteret. Senere på året blev også Ethel arresteret. Retten mente, at de havde videregivet meget vigtige og følsomme oplysninger til Sovjetunionen om fremstilling af en brintbombe. Parret nægtede sig skyldig til det sidste. Hele sagen skabte i mange år stor debat om, hvorvidt de faktisk havde været uskyldige. 
Offentliggørelse af det såkaldte Venona-materiale midt i 1990'erne viste, at Julius var skyldig i spionage, mens Ethel var medvidende om mandens aktiviteter. Derudover viste Venona og andre nyere oplysninger, at mens indholdet af Julius' atomare spionage i den periode, hvor hans aktiviteter stod på, ikke havde den afgørende betydning, som det blev påstået, men at aktiviteter på andre områder var mere omfattende. Rosenberg videregav oplysninger til Sovjetunionen vedrørende fx detonatorer og oplysninger om design og produktion af Lockheed P-80 jet fighter.
Julius og Ethel Rosenberg var engagerede kommunister og beundrere af Sovjetunionen. 
Rosenberg-parrets retssag var ifølge nogle påstande behæftet med procedurefejl. Ved idømmelse af dødsdommen holdt dommeren dem ansvarlige for ikke blot at stjæle atomare hemmeligheder, men også for at være ansvarlige for drabene, der fandt sted i Koreakrigen, da man mente, at oplysningerne, der blev lækket til Sovjet, skulle have hjulpet med den sovjetiske a-bombe og stimuleret kommunistisk aggression i Korea. Ifølge offentliggjorte FBI-dokumenter (1970) skulle dommeren Irving Kaufman angiveligt tillige have ført diskussioner med anklagerne om strafudmålingen.
Ethels bror, den medskyldige David Greenglass, fik 14 års fængsel. I september 2001, 50 år efter Rosenbergsagen, påstod han, at han løj i vidneskranken og havde hjulpet FBI med at opdigte det falske vidneudsagn, som sendte hans søster i døden.